# Jetzt Zeichen setzen!
Jetzt Zeichen setzen! ist eine 2011 gegründete Plattform, die mehr als 50 österreichische Organisationen und Gruppen aus der Zivilgesellschaft sowie Parteien vernetzt, die unter diesem Motto Gedenktage für die Opfer des Nationalsozialismus veranstalten und mit Protestkundgebungen und anderen Aktionen gegen Rassismus, Antisemitismus und Rechtsextremismus in der Öffentlichkeit auftreten.
Organisator der Plattform ist Nikolaus Kunrath.

## Träger der Plattform
Zu den bedeutendsten Trägern der Netzwerkplattform zählen der ÖGB, die Österreichische Gewerkschaftsjugend und die Österreichische HochschülerInnenschaft, die Parteien SPÖ, Die Grünen und KPÖ sowie die drei Konfessionen der Katholiken, Evangelische und Israeliten, das Mauthausen Komitee Österreich und die Lagergemeinschaften der KZ Auschwitz, Buchenwald und Ravensbrück. Darüber hinaus gehören der Plattform eine Reihe vor Organisationen und Vereinigungen der österreichischen Zivilgesellschaft an:
- Asyl in Not
- Aktion gegen den Antisemitismus in Österreich
- Gesellschaft für politische Aufklärung
- Grazer Autorinnen Autorenversammlung
- Hemayat
- IG Autorinnen Autoren
- Integrationshaus Wien
- Kulturverein Österreichischer Roma und Sinti
- KZ-Verband (VdA)
- Literaturhaus Wien
- Österreichische Liga für Menschenrechte
- Österreichischer P.E.N.-Club
- Pfadfinder und Pfadfinderinnen Österreichs
- Republikanischer Club – Neues Österreich
- Resistance for Peace
- SOS-Menschenrechte
- SOS Mitmensch
- Universität Wien (Ev. und Kath. Fakultät)
- Verein Gedenkdienst
- Zivilcourage und Anti-Rassismus-Arbeit (ZARA)

Die Hauptveranstalter konnten auch eine Reihe ihrer Teil- und Vorfeldorganisationen zur Unterstützung der Plattform motivieren, zum Beispiel auf sozialdemokratischer Seite die SPÖ Wien, die SPÖ Bildung und die SPÖ-Frauen, die Jugend-, Schüler- und Studentenorganisationen AKS, SJÖ, JG, FSG Jugend und VSStÖ, weiters ASKÖ Wien, BSA und Volkshilfe Wien, den Bund Sozialistischer Freiheitskämpfer und den Bund Sozialdemokratischer Juden (Avodah) sowie die SoHo. Seitens der Grünen zählten zu Unterstützern auch die Landesorganisationen von Wien und NÖ, die Grünalternative Jugend und die GRAS sowie die Grünen Frauen Wien und die Grüne "Generation Plus" (vormals Grüne SeniorInnen). Neben der KPÖ beteiligen sich auch der Gewerkschaftliche Linksblock im ÖGB, neben der Katholischen Aktion auch die Katholische Jugend Österreich und die ökumenisch orientierte Organisation Pax Christi Österreich, auf jüdischer Seite auch Misrachi Österreich und die ZPC-Loge der B’nai B’rith sowie die sozialistisch-zionistische Jugendorganisation Hashomer Hatzair.
Weitere Träger sind fallweise oder regelmäßig der Verein Fibel und MoRaH Austria, die Initiative liberaler Muslime (ILMÖ) und die Initiative Muslimischer Österreicher-innen (IMÖ), die Rassismusfreien Zonen Wien-Leopoldstadt und Transdanubien sowie eine Reihe weiterer Organisationen gegen Antisemitismus, Rechtsextremismus und Rassismus bzw. für den Christlich-jüdischen Dialog oder die Integration von Migranten, Martin Jäggle und Doron Rabinovici sowie 2015 erstmals die Bundesjugendvertretung.

## Geschichte

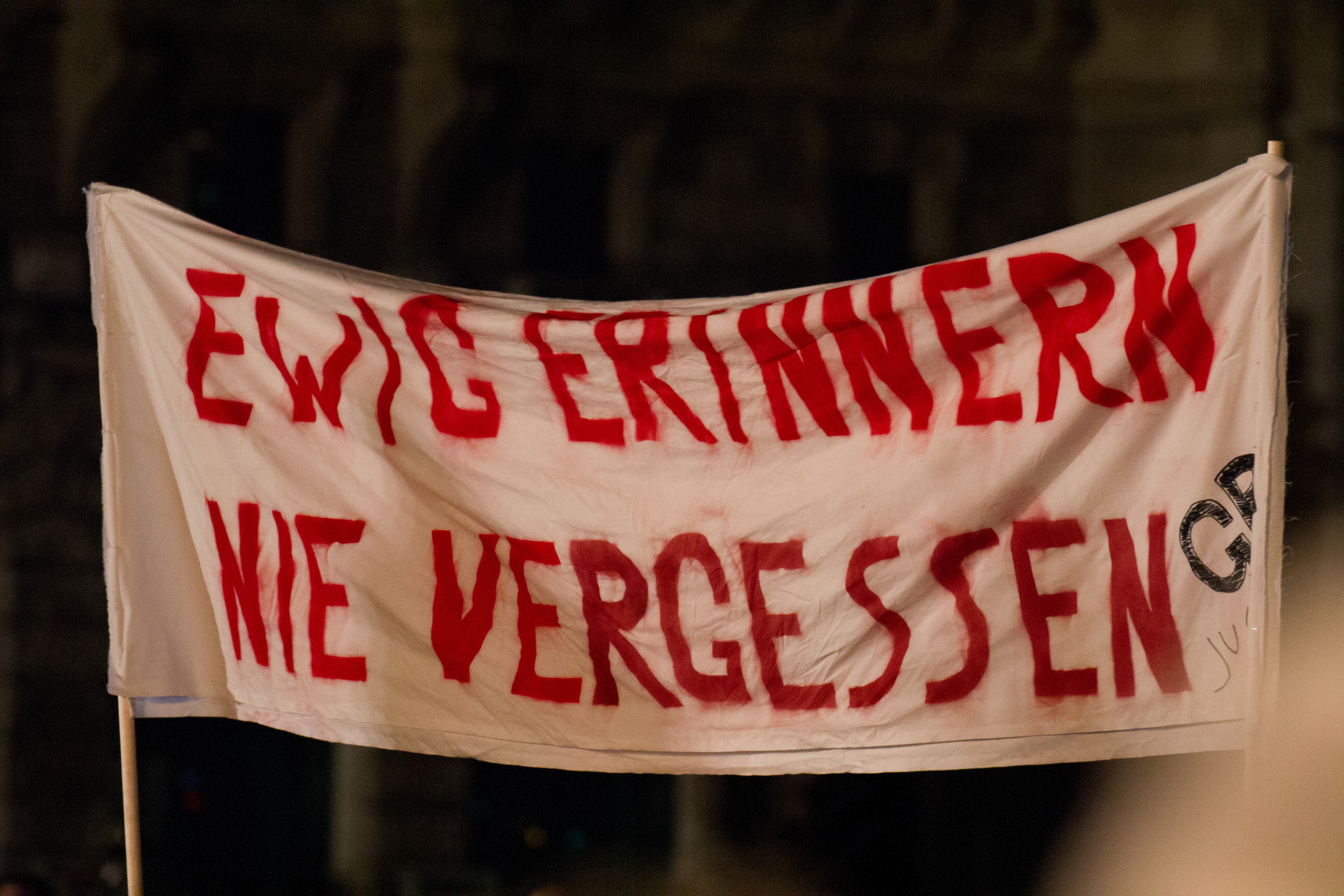
Demonstration 2012

Auslösend für die Gründung der Vernetzungsplattform Jetzt Zeichen setzen! waren die Ereignisse am 8. Mai 2011. Der Wiener Korporationsring (WKR) hielt damals ein Totengedenken am Jahrestag der bedingungslosen Kapitulation Hitler-Deutschlands auf dem Heldenplatz ab. Am 27. Jänner 2012 fand die Veranstaltung des WKR-Balles in der Wiener Hofburg statt. Es handelt sich beim 27. Jänner um den Tag der Wiederkehr der Befreiung des Vernichtungslagers Auschwitz. Der WKR-Ball war jahrzehntelang ein Treffpunkt rechter und rechtsextremer Politiker aus ganz Europa; darunter waren auch einige, die den Holocaust zumindest relativierten. Die Veranstalter rechtfertigten sich damit, dass der Ball traditionell am letzten Freitag im Jänner stattfinde. Jetzt Zeichen setzen! proklamierte eine Gedenk- und Aktionswoche vor dem Ballabend mit folgender Begründung:

„Rechtsextreme Vereinigungen versuchen sich in der Mitte unserer Gesellschaft einzunisten. In den repräsentativen Räumlichkeiten der Hofburg soll der von rechtsextremen Organisationen getragene WKR-Ball stattfinden. Und das ausgerechnet am Tag der Befreiung von Auschwitz. Wir finden das unerträglich.“

Der WKR-Ball fand 2012 – mit Marine Le Pen als Ehrengast – zum letzten Mal statt. Die Betreibergesellschaft der Hofburg hatte den Vertrag gekündigt. Auch verlor die Institution Wiener Ball aufgrund der Gäste des WKR-Balls den Status als UNESCO-Welterbe. Die Plattform jedoch löste sich nicht auf, sondern konzentriert sich seither auf die Ausrichtung eines würdigen Gedenkens an die Opfer des Nationalsozialismus am 27. Jänner sowie auf Gegenveranstaltungen zu weiteren Veranstaltungen des Wiener Korporationsringes.
Weiters beteiligt sich die Plattform – gemeinsam mit der Initiative NOWKR und der Offensive gegen Rechts – an den Protestkundgebungen gegen den Wiener Akademikerball, der seit 2013 von der FPÖ Wien als inoffizielle Nachfolgeveranstaltung des WKR-Balls organisiert wird.

## Holocaust-Gedenken am Heldenplatz
Die wichtigste Kundgebung der Plattform ist dem Gedenken an die Opfer des Holocaust gewidmet und findet alljährlich am 27. Jänner, dem Internationalen Tag des Gedenkens an die Opfer des Holocaust, auf dem Wiener Heldenplatz statt.

### 2012
Unter dem Motto „Die extreme Rechte aus dem Takt bringen!“ stand die erste Kundgebung der Plattform am Abend des 27. Jänner 2012, die von mehr als 50 Vereinen und Organisationen getragen wurde und mehrere Tausend Teilnehmer versammeln konnte. Laut Angaben der Polizei waren 2.500 Teilnehmer am Heldenplatz, laut Angaben von Vorarlberg-Online hingegen 6.000. Es sprachen die Holocaust-Überlebende Dora Schimanko, der Autor Hans-Henning Scharsach und die Grünen-Politikerin Alev Korun. Das begleitende Musikprogramm bestritten u. a. Clara Luzia, Christoph & Lollo, Kommando Elefant und Maur Due & Lichter. Diese Veranstaltung richtete sich zugleich gegen die Veranstaltung des WKR-Balles in der Hofburg, welcher an diesem Abend zum letzten Mal stattfand.
In den Tagen davor gab es ein dichtes Rahmenprogramm in Form einer Gedenk- und Aktionswoche gegen Rassismus, Antisemitismus und Rechtsextremismus mit zahlreichen Diskussionsveranstaltungen, Buch- und Filmpräsentation, antifaschistischen Spaziergängen, einer Online-Demo und einem Frauen-Brunch, veranstaltet von Trägerorganisationen der Plattform. Anlässlich einer Kranzniederlegung – ebenfalls am Heldenplatz – um 13 Uhr des Internationalen Holocaustgedenktages sprachen unter anderem der KZ-Überlebende Rudolf Gelbard, die Grünen-Vorsitzende Eva Glawischnig und der IKG-Präsident Ariel Muzicant.

### 2013
Aufgrund des hohen Zuspruches zur ersten Heldenplatz-Gedenkveranstaltung am Holocaustgedenktag 2012 entwickelte sich rasch eine Tradition dieser Veranstaltung, die jeweils von einem breiten Spektrum der Zivilgesellschaft getragen wird. 2013 sprachen die KZ-Überlebende und Widerstandskämpferin Käthe Sasso, der Präsident der Israelitischen Kultusgemeinde Wien Oskar Deutsch und der Vorsitzende des Mauthausen Komitees Österreich Willi Mernyi, die Vizebürgermeisterin von Wien, Renate Brauner (SPÖ), und Maria Vassilakou (Grüne), der Superintendent der evangelisch-methodistischen Kirche, Helmut Nausner, und Rodaina El Batnigi, Sprecherin der Bundesjugendvertretung. Es moderierte Katharina Stemberger, es musizierten das Ensemble Scholem Alejchem sowie Isaac Loberan mit Ensemble.

### 2014
Auf der Gedenkveranstaltung 2014, die wiederum Jetzt Zeichen setzen! organisiert hatte, sprachen die Zeitzeugin Miriam Auerbach und der Holocaust-Überlebende Rudolf Sarközi, die Politiker David Ellensohn (Grüne), Manfred Juraczka (ÖVP) und Andreas Mailath-Pokorny (SPÖ), erneut Oskar Deutsch, weiters Laura Schoch, die Vorsitzende der Bundesjugendvertretung. Ihre Rede stand unter dem Titel: Wer schweigt, stimmt zu! Bezugnehmend auf die Anti-Akademikerballdemo drei Tage zuvor, sagte sie:

„Vom vergangenen Freitag habe ich als junger Mensch von heute einen Ausruf von einem Jungen von gestern mitgenommen, von Rudi Gelbard, einem Überlebenden von Theresienstadt, der unsere Aufgabe auf den Punkt bringt: ‚No pasaran! Wir lassen sie nicht durch!‘ und ich möchte das noch ergänzen – nicht letzte Woche, nicht heute und an keinem anderen Tag.“

Das anschließende Totengebet sprach Oberrabbiner Paul Chaim Eisenberg, es moderierte Katharina Stemberger, Gebärdendolmetscherin war Sabine Zeller, für musikalische Begleitung sorgte der Jüdische Chor Wien; der Samariterbund Wien sorgte für heißen Tee.

### 2015
Die Kundgebung dieses Jahres war dem Jahrestag „70 Jahre Befreiung des KZ Auschwitz“ gewidmet und mobilisierte deutlich mehr Teilnehmer als in den zwei Jahren zuvor. Es sprachen die Widerstandskämpferin Irma Schwager (Ehrenvorsitzende der KPÖ), der Präsident des International Council of Christians and Jews, Olivia Kaiser-Dolidze vom Verein Gedenkdienst, Waltraud Barton vom Verein IM-MER, Raimund Fastenbauer von der Israelitischen Kultusgemeinde sowie die Wiener Landespolitiker Manfred Juraczka (Volkspartei), Maria Vassilakou (Die Grünen) und Michael Häupl (SPÖ). Wiederum moderierte Katharina Stemberger, Gebärdendolmetscherin war Sabine Zeller, es sang die Chorvereinigung Gegenstimmen.

## Weitere Kundgebungen

### „Nimm Dir frei, am 8. Mai!“
Im Jahr 2012 standen die Aktivitäten der Plattform rund um den 8. Mai, dem Tag der bedingungslosen Kapitulation der deutschen Wehrmacht, noch im Zeichen des Widerstands gegen das Totengedenken des Wiener Korporationsringes, welches am Wiener Heldenplatz stattfand. Ebendort gedachte ab 17 Uhr die Plattform der Opfer des nationalsozialistischen Verbrechensregimes und feierte „den Sieg über den Nationalsozialismus“. Es sprachen die Politiker David Ellensohn und Andreas Mailath-Pokorny, die Historikerin Heidemarie Uhl, der Präsident der Israelitischen Kultusgemeinde Wien Oskar Deutsch, die Autorin Corinna Milborn und Richard Wadani, der Ehrenvorsitzende des Personenkomitees Gerechtigkeit für die Opfer der NS-Militärjustiz. Für die musikalische Umrahmung sorgten Stelzhamma und Krankypanky. Damit war die Idee für das Fest der Freude geboren, welches von der Republik Österreich seit 2013 an diesem Gedenktag veranstaltet wird.
2012 gab es auch weitere Rahmenveranstaltungen, wie ein Gedenken an die Opfer der NS-Gräuel am Morzinplatz, gemeinsam veranstaltet von Israelitischer Kulturgemeinde und den Grünen, oder der Antifaschistische Spaziergang, den das Referat für Menschenrechte und Gesellschaftspolitik der ÖH organisierte. Auch 2013 gab es – nunmehr als Rahmenprogramm zum Fest der Freude – zahlreiche Veranstaltungen der Plattform, u. a. eine Lesung von Karl Pfeifer und eine Buchpräsentation von Hans-Henning Scharsach, außerdem Kundgebungen am Morzinplatz, beim Mahnmal für die Opfer des Faschismus am Reumannplatz sowie am vorgesehenen Platz für das Denkmal für die Verfolgten der NS-Militärjustiz am Ballhausplatz. Zur Motivation wurde der Slogan geprägt: „Nimm Dir frei, am 8. Mai!“

### Akademikerball-Demonstrationen

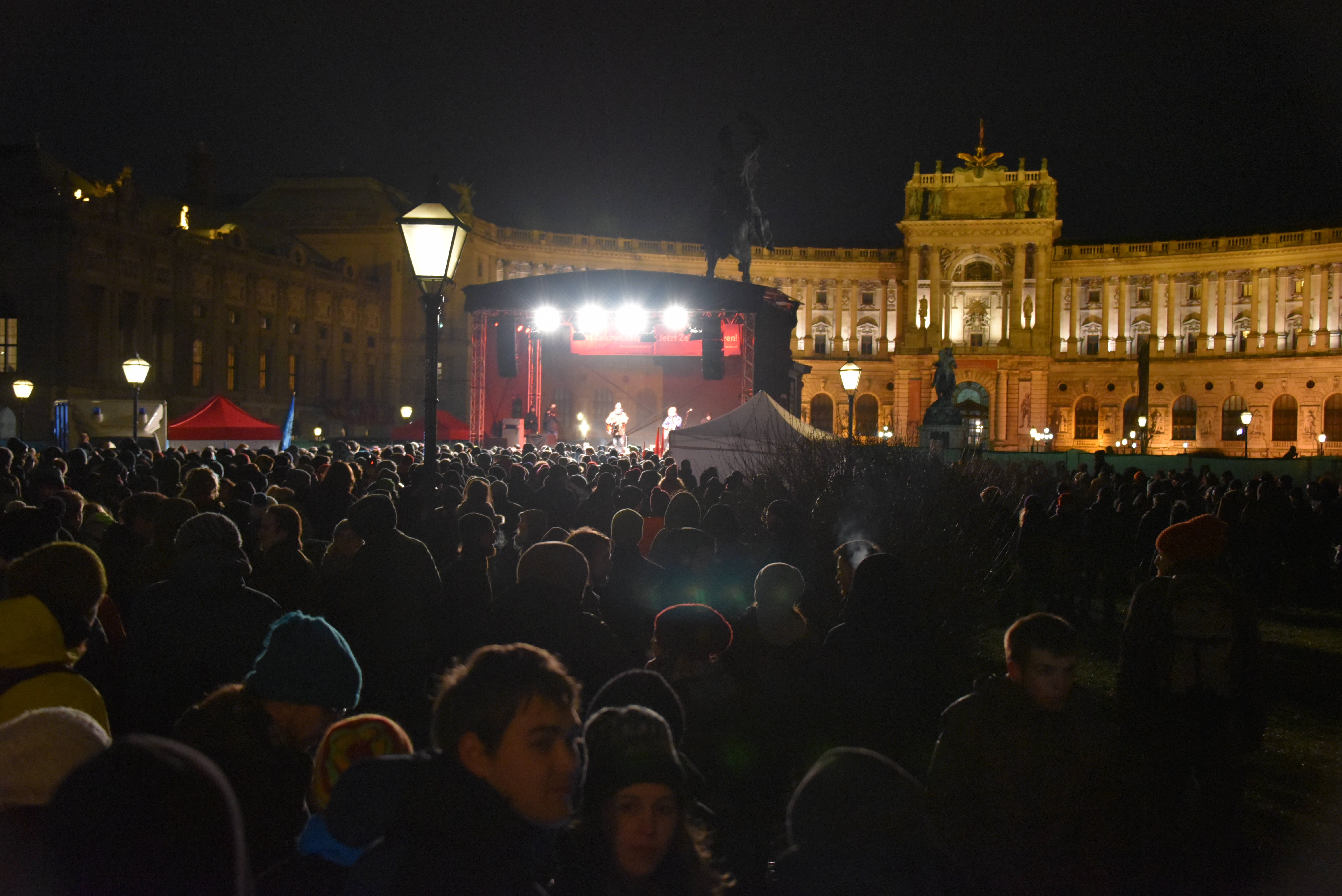
Kommando Elefant spielt auf der Kundgebung gegen den Akademikerball, Heldenplatz 2015

2013 veranstaltete die Plattform eine Demonstration am Heldenplatz gegen den ersten Wiener Akademikerball, der von der FPÖ Wien als Nachfolgeveranstaltung für den WKR-Ball lanciert wurde.
2014 veröffentlichte Jetzt Zeichen setzen! im Vorfeld des von der FPÖ ausgerichteten Wiener Akademikerballs einen offenen Brief von KZ-Überlebenden. Darin forderten die Unterzeichnenden die Verantwortlichen dazu auf, die Wiener Hofburg für den Ball nicht zur Verfügung zu stellen. Das Schreiben richtete sich an die Wiener Kongresszentrum Hofburg Betriebsgesellschaft GmbH und ihre Gesellschafter, an Bundespräsident Heinz Fischer, Bundeskanzler Werner Faymann, Vizekanzler Michael Spindelegger sowie Wirtschaftsminister Reinhold Mitterlehner. Unter anderem schrieben sie: „Wann werden Sie endlich klar sagen: Die Räumlichkeiten unserer Republik stehen für Veranstaltungen und Vernetzungsaktivitäten rechtsextremer Verbände nicht zur Verfügung!“ Die Demonstration gegen den Ball im Jänner 2014 wurden seitens der Plattform abgesagt, da die Polizei den Heldenplatz als Sperrgebiet deklarierte und die Veranstalter die angebotenen Versammlungsorte „wegen Sicherheitsbedenken“ ablehnten. Es kam dann aber doch zu Demonstrationen mit 6.000 bis 12.000 Teilnehmern in der Wiener Innenstadt, organisiert von der Initiative NOWKR und der Offensive gegen Rechts.
2015 stand der Heldenplatz wieder für eine Kundgebung von Jetzt Zeichen setzen! zur Verfügung. Es sprachen unter anderem der KZ-Überlebende Rudolf Gelbard und die Emigrantin Dora Schimanko, es spielten Kommando Elefant, YASMO und Harri Stojka.

### Walk of Shame
Nachdem es der FPÖ Wien im Jahr 2013 gelungen war, den durch die Unterbindung des WKR-Balles freigewordenen Termin im Ballkalender der Wiener Hofburg zu okkupieren, richtete sich der Protest der Plattform zuallererst gegen die Träger der Betreibergesellschaft der Hofburg. Zu diesen zählen die Columbus Reisen GmbH, die Gerstner Imperial Hospitality Group, die Eduard Sacher GmbH und die Wertinvest Hotelbetriebs GmbH. Daher wurde Ende 2013/Anfang 2014 der Walk of Shame veranstaltet – Demonstrationen, die am 30. Dezember 2013 vor dem Hotel Sacher begannen und am 16. Jänner 2014 vor dem Intercontinental Wien endeten.

### Orte der Aufklärung
Als am 4. Juni 2014 Schlagende Verbindungen des Wiener Korporationsringes durch die Wiener Innenstadt zogen, um „der Revolution von 1848 [zu] gedenken“, wandte sich die Plattform heftig gegen den Geschichtsrevisionismus und erklärte drei Wiener Plätze zu „Orten der Aufklärung“, an denen die Plattform in Wort, Schrift und Bild Geschichte zu vermitteln trachtete:
- Morzinplatz: An diesem Platz stand einst das „Hotel Métropole, das 1938 von der Gestapo zu einem zentralen Ort der Organisation der Verfolgung im Zuge des NS Terrors in Wien gemacht wurde“.
- Stephansplatz: „Im Frühling 1848 wurde die sog. ‚Slawische Barrikade‘ am Stephansplatz errichtet und die Wiener Innenstadt zu einem zentralen Ort der Revolution. Trotz der anfänglichen Erfolge wurden die demokratischen Bestrebungen niedergeschlagen […]“
- Denkmal der Republik: „Das Denkmal der Republik wurde am 12. November 1928 – zum zehnten Jahrestag der Proklamierung der demokratischen Republik – enthüllt. In dieser Zeit trugen deutsch-nationale Burschenschaften, die explizit als Hakenkreuzler und Nationalsozialisten auftraten, bereits zur Radikalisierung und zu militantem Antisemitismus bei.“[23]

Insgesamt kritisierte die Plattform heftig, dass die Burschenschafter bemüht seien, „ihre Rolle und Verantwortung auf dem Weg Österreichs in den Nationalsozialismus zu verdecken.“

„Wir können und werden außerdem nicht vergessen, welche Rolle die deutsch-nationalen Burschenschaften vom Ende des 19. Jahrhunderts bis in die Zeitgeschichte hatten: Sexismus, Rassismus und Antisemitismus präg(t)en ihr Handeln. Viele von ihnen wurden zu Akteuren im nationalsozialistischen Regime. So ist eine glaubhafte und vollständige Abgrenzung zum Nationalsozialismus angesichts der inhaltlichen, personellen und institutionellen Schnittmengen nicht möglich.“